# 초 무왕

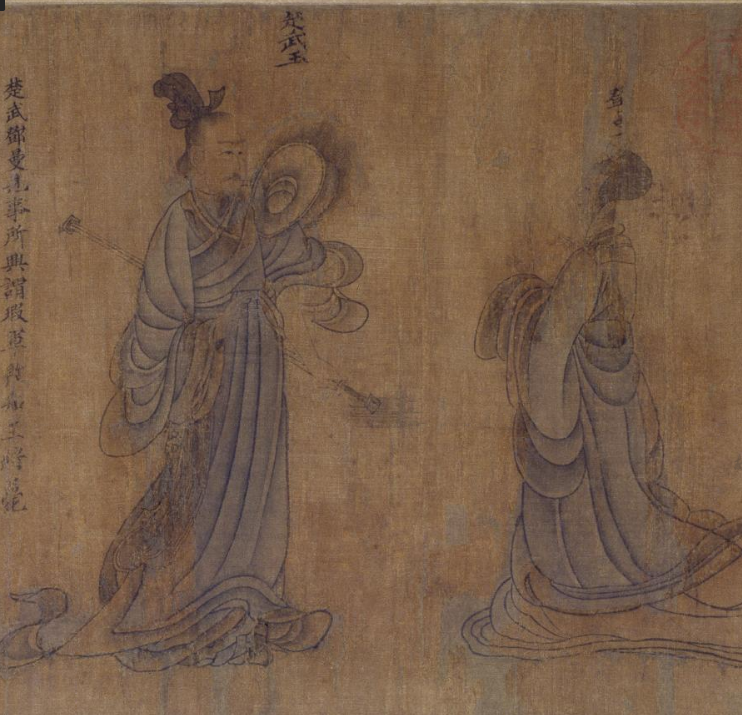

초 무왕(楚 武王, ? ~ 기원전 690년)은 중국 초나라의 제17대 군주(재위: 기원전 740년 ~ 기원전 690년)이다. 이름은 철(徹)이다. 웅거에 이어 두 번째로 자작에서 왕으로 칭한 초나라 군주이고, 이때부터 초나라 군주는 계속 왕이 된다.

## 생애
전 초나라 임금 분모의 아우로, 분모의 아들을 죽이고 초나라 임금이 된 그는 영토를 확장하고 나라를 강하게 만들었다. 또한 모든 제후들을 자기 나라로 초청하여 자신의 힘을 과시했다. 그러나 수나라가 오지 않자, 그는 분노하여 곧 수나라를 쳐서 항복을 받고 물러갔다.
그 후 무왕은 신하들로부터 왕호의 사용을 권유받고, 수나라를 통해 주나라 천자인 주 환왕에게 왕호 사용의 허락을 요청했다. 주 환왕이 초나라가 왕호 참칭한 것을 무례한 것으로 보고 거절하자, 웅통은 주나라가 자기 조상 덕에 세워졌다고 하며 스스로 왕호를 자칭하여 초 무왕이라고 일컬었다. 그러자 주 환왕과 중원의 제후국들은 분노하였고, 중원과 관중 지역의 약소한 제후국들은 두려움에 벌벌 떨었다. 초 무왕 웅통은 중원 제후국을 공격하여 위엄을 떨쳤고 중원까지 나아갔으나, 기원전 690년에 재위 51년 만에 세상을 떠났다.